# Sinagoga de Sabbioneta

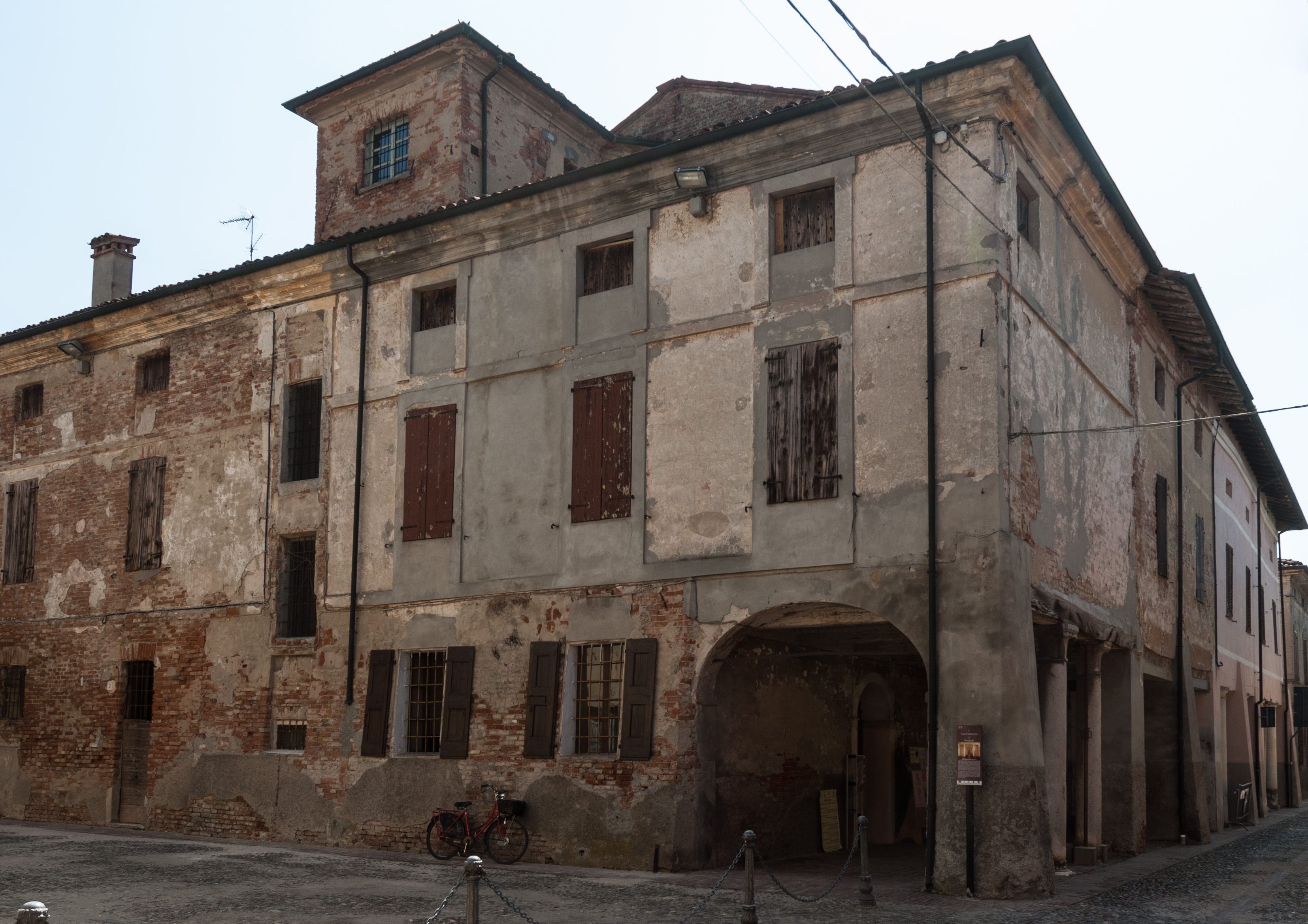
Sinagoga di sabbioneta

La sinagoga de Sabbioneta, construida en 1824 en estilo neoclásico, se encuentra dentro de un edificio del siglo XVI en via Bernardino Campi 1, en la esquina con la plaza de la iglesia de San Rocco. La tipología es la de las sinagogas del período anterior a la emancipación, sin signos distintivos externos, ricamente decoradas en el interior.

## Historia
La decisión de construir la sinagoga fue tomada en 1821 por la comunidad judía local para marcar su autonomía administrativa de aquella de Mantua . En Sabbioneta no había gueto, por lo que no había obligaciones de tributos específicos; sin embargo, las limitaciones para la construcción de un gran edificio aún permanecían, limitaciones que caerían solo con la emancipación. La elección recayó en el ala de un edificio del siglo XVI que puso a disposición su propietario, Salomone Foà, donde parece que ya existía un oratorio anterior. El proyecto de Carlo Visioli, también diseñador de la sinagoga de Viadana, se completó en 1824 .
La entrada a la sinagoga se encuentra en la planta baja bajo un pórtico de columnas de mármol. Un pequeño atrio conduce a la escalera de mármol que conduce a la sala de oración; una rampa adicional conduce al matroneo.
El grandioso interior de estilo neoclásico tiene forma rectangular. Los valiosos estucos de la bóveda artesonada fueron realizados en 1840 por el artista suizo Pietro Bolla. Las paredes también están adornadas con estuco y decoraciones de falso mármol en diferentes colores. El aron se coloca entre dos imponentes columnas con capiteles corintios y está coronado por un tímpano con una inscripción en hebreo en caracteres dorados. A la zona del aron se accede a través de un portón de hierro forjado. En el lado opuesto, un par de columnas idénticas sostienen el matroneo, cerrado por una gruesa rejilla de madera. En la sala, iluminada por una hilera de ventanas, se encuentran los bancos originales del siglo XIX.
En el siglo XX, la sinagoga experimentó un largo período de abandono. El deterioro fue tal que la sala se convirtió en un lugar ruinoso e inseguro; algunos de los muebles más preciados fueron retirados y trasladados a otros lugares, como Módena o Israel. La pérdida más grave es la del antiguo aron de madera del siglo XVI, procedente de la sinagoga anterior, que desde 1970 se encuentra en la Casa Strauss cerca del Muro de las Lamentaciones de Jerusalén. El cambio de tendencia comienza en los noventa. En 1994, el edificio fue sometido a una profunda restauración por parte de la Superintendencia de Patrimonio Cultural y Arquitectónico de Brescia (con la contribución financiera del Pro Loco di Sabbioneta). La sinagoga, a la que la restauración ha devuelto su esplendor original, ha recibido un digno arreglo museístico que la ha convertido en un lugar popular de visita en poco tiempo, a través de una cogestión entre la comunidad judía de Mantua (propietaria del lugar) y la Asociación Pro Loco de Sabbioneta.